# Protocooperación

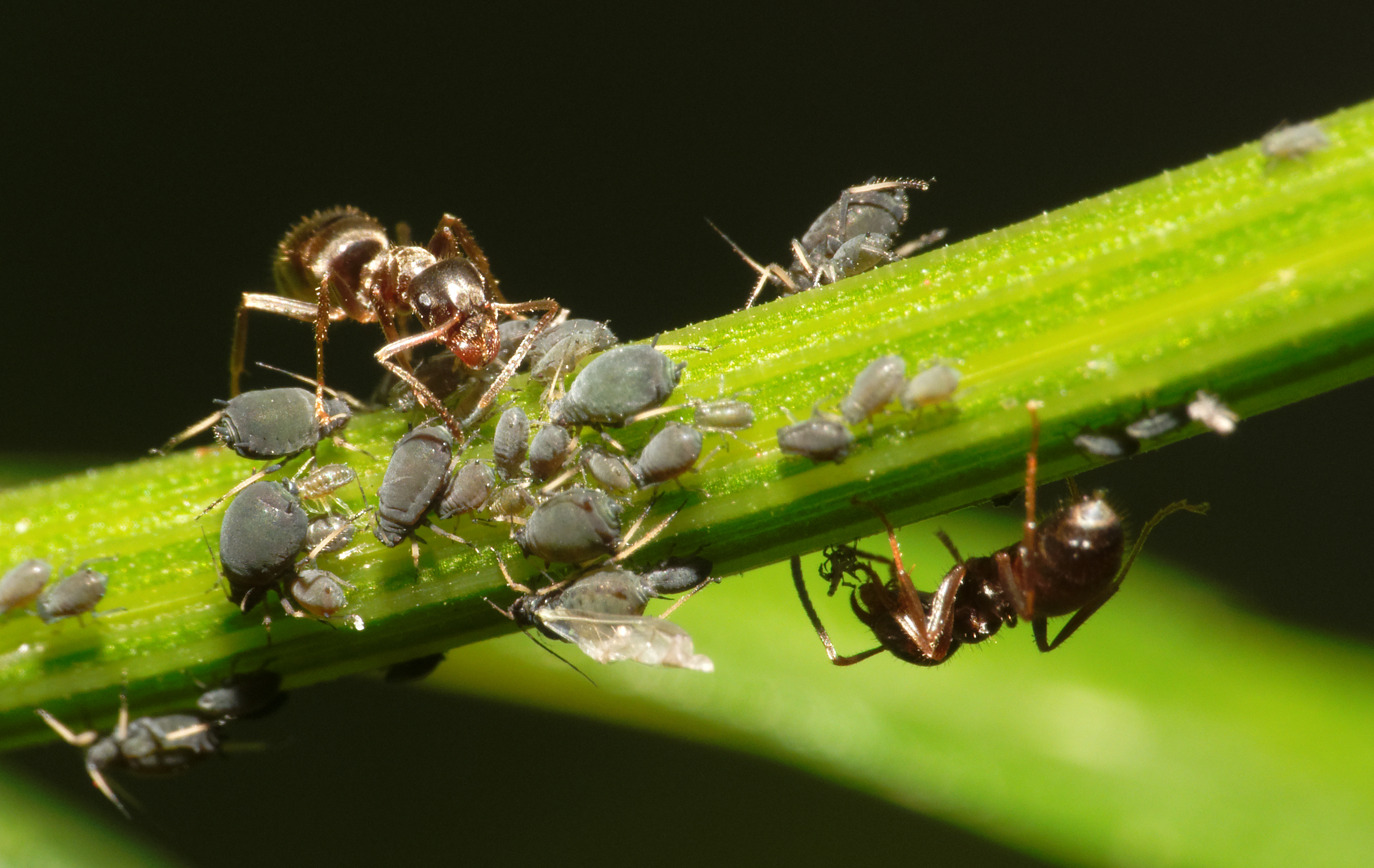
Hormigas cultivando áfidos sobre el tallo de una planta.

La protocoopeación es una interacción biológica en la cual dos organismos o poblaciones se benefician mutuamente, sin embargo esta condición no es esencial para la vida de ambos, ya que pueden vivir de forma separada. Esta interacción puede ocurrir incluso entre diferentes reinos como es el caso de los animales polinizadores o los dispersadores de semillas; como los pájaros esparcen las semillas de un árbol, al comer de su fruto defecan la semilla.
La diferencia con el mutualismo, es que en cooperación los organismos en cuestión no dependen necesariamente uno del otro, en cambio en mutualismo, cada especie favorece el desarrollo de la otra.
La semejanza es que sus ejemplos son parecidos.
- Datos: Q953219